# Timon (Maranhão)
Timon è un comune del Brasile nello Stato del Maranhão, parte della mesoregione del Leste Maranhense e della microregione di Caxias.
Timon è la terza città del Maranhão; posta al confine con lo Stato del Piauí, è parte della grande area metropolitana della capitale di questo, Teresina.